# UFC Fight Night: Lee vs. Oliveira
UFC Fight Night: Lee vs. Oliveira (även UFC Fight Night 170 eller UFC on ESPN+ 28) var en MMA-gala som arrangerades av UFC och ägde rum 14 mars 2020 i Las Vegas, NV, USA.

## Bakgrund
En lättviktsmatch mellan Kevin Lee och Charles Oliveira stod som huvudmatch.

### Ändringar
En stråviktsmatch mellan Paige VanZant och Amanda Ribas var planerad till galan, men VanZant tvingades dra sig ur matchen på grund av en ospecificerad skada. VanZant bad att få senarelägga matchen en månad, men Ribas valde att ligga kvar på kortet. Randa Markos togs då in som ersättare.

#### Coronavirusutbrottet
UFC lät 12 mars meddela att den här galan skulle gå inför tomma läktare efter att guvernören för Brasiliens federala distrikt Ibaneis Rocha tillkännagivit att stora folksamlingar förbjudits under en fem-dagarsperiod på grund av coronaviruset. Både UFC:s "media day" och den ceremoniella invägningen hade strukits och den officiella invägningen fredag 13 var det enda kvarstående officiella åtagandet för deltagarna inför matchdagen.

### Invägning
Vid invägningen vägde utövarna följande:
1. ↑  Lee klarade inte invägningen och fick böta 20% av sin purse till sin motståndare.

## Bonusar
Följande MMA-utövare fick bonusar om 50 000 USD vardera:
- Fight of the Night: Maryna Moroz vs. Mayra Bueno Silva
- Performance of the Night: Charles Oliveira och Gilbert Burns